# Raigad-Fort
Das abgelegene und als uneinnehmbar geltende Raigad-Fort ist eine Höhenburg und eine der bedeutendsten historischen Festungsanlagen im indischen Bundesstaat Maharashtra; es ist eng verbunden mit der Geschichte der Marathen.

## Lage
Das in einem Naturschutzgebiet gelegene Raigad-Fort erhebt sich auf einer ca. 1350 m hohen und etwa 40 km (Luftlinie) von der Arabischen See entfernten Bergkuppe der Westghats. Die Millionenstädte Mumbai und Pune befinden sich etwa 165 km (Fahrtstrecke) nordwestlich bzw. 135 km nordöstlich. 1737 Stufen über Treppen oder eine Seilbahn führen hinauf zum Fort, das auf dem Hochplateau einer ca. 820 Meter über die umliegenden Täler erhobenen Bergkuppe liegt.

## Geschichte
Obwohl die Ursprünge der Festungsanlage bis ins 13. Jahrhundert zurückreichen, stammt sein heutiger Zustand im Wesentlichen aus der Zeit des im Jahr 1674 zum König (Chhatrapati) erhobenen Marathenführers Shivaji († April 1680); auch sein Sohn Sambhaji (reg. 1680–1689) residierte hier. Im Jahr 1689 wurde es von den Truppen des Großmoguls Aurangzeb (reg. 1658–1707) erobert und kam erst im Jahr 1739 zurück an die Marathen. Mit deren Niederlage im dritten Marathenkrieg fiel es im Jahr 1818 an die Briten.

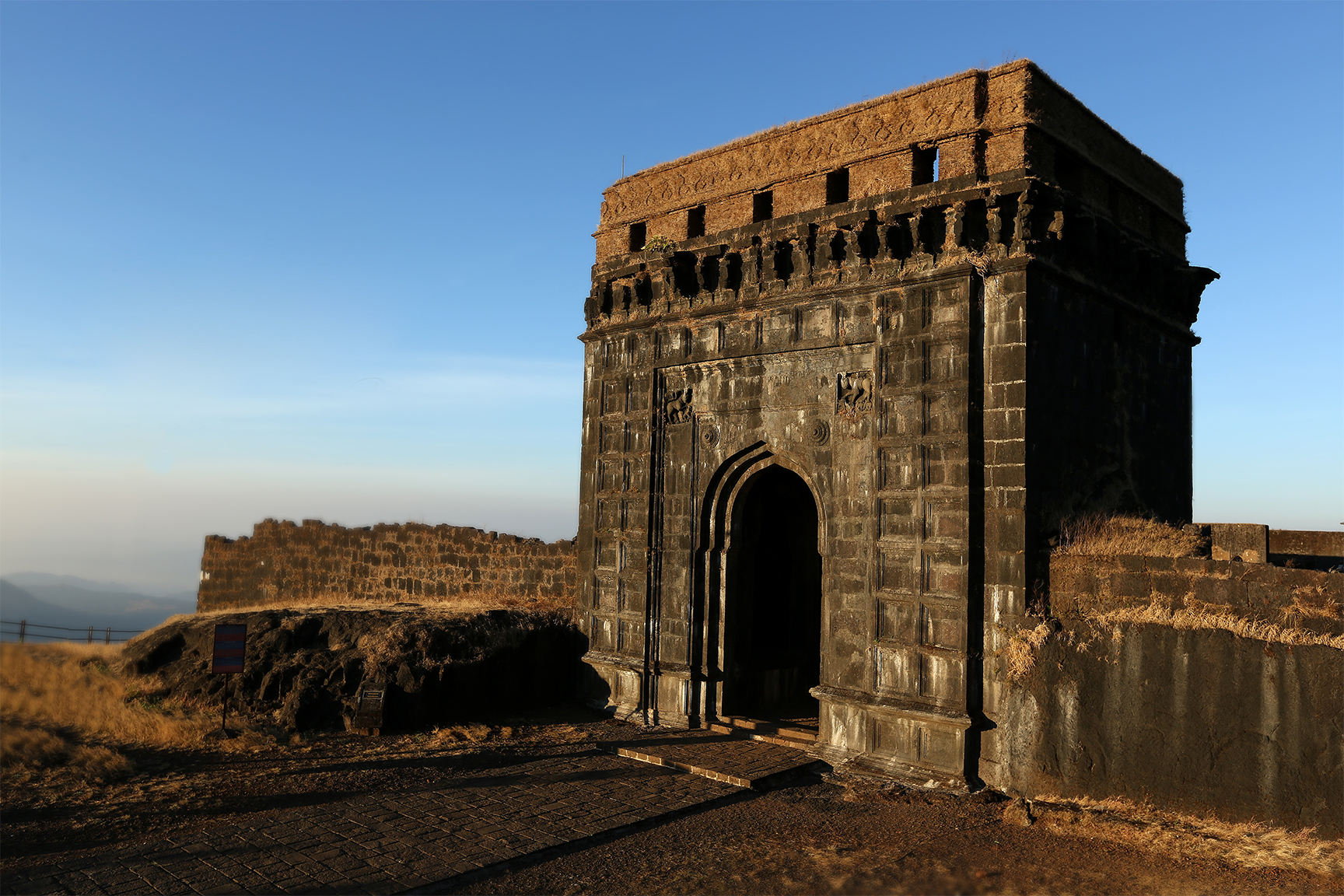
Tor
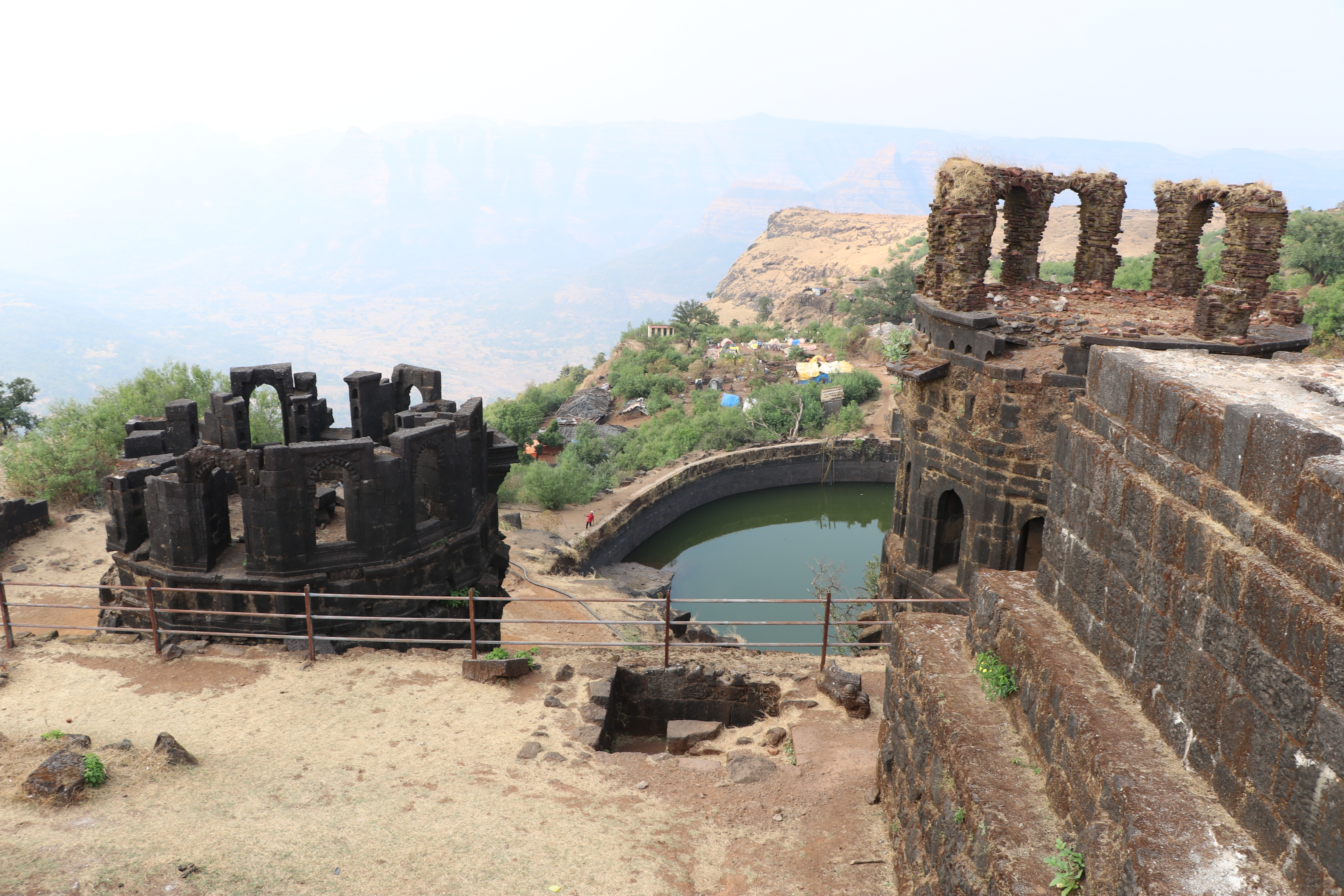
Festungsmauern und See
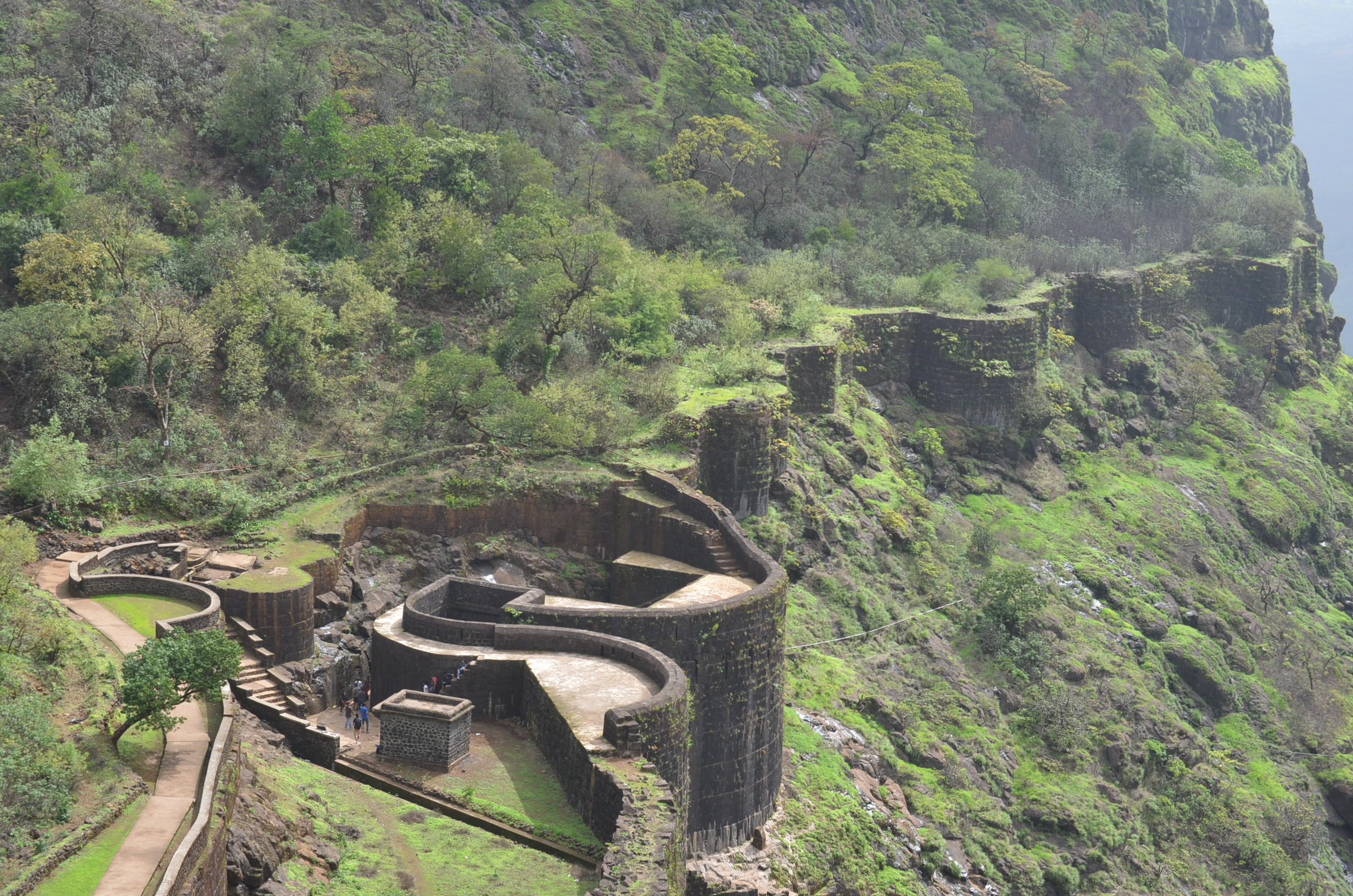
Äußere Festungsmauern

## Architektur
Das auf einer nach allen Seiten steil abfallenden Bergkuppe errichtete Fort ist in wesentlichen Teilen aus exakt behauenen Steinen errichtet; nur bei Teilen der Außenmauern und des äußeren Verteidigungsringes wurden Bruchsteine verwendet. Größte Anlage im Innern des Forts ist die ehemals von Geschäften gesäumte Basarstraße. Weitere Sehenswürdigkeiten sind ein ummauerter See, ein kleiner Shiva-Tempel und ein (wahrscheinlich später hinzugefügter) Vishnu-Tempel.

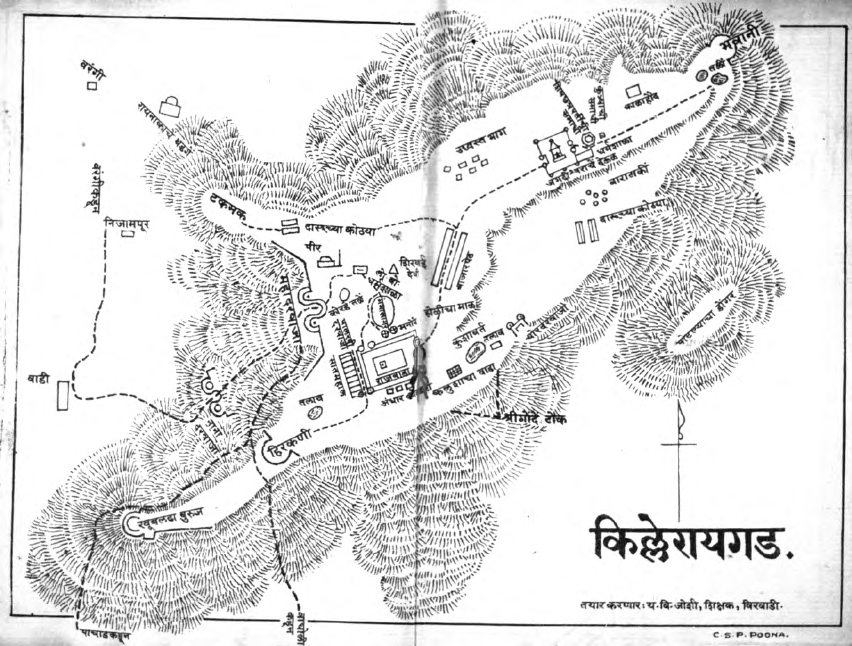
Karte der Höhenbefestigung
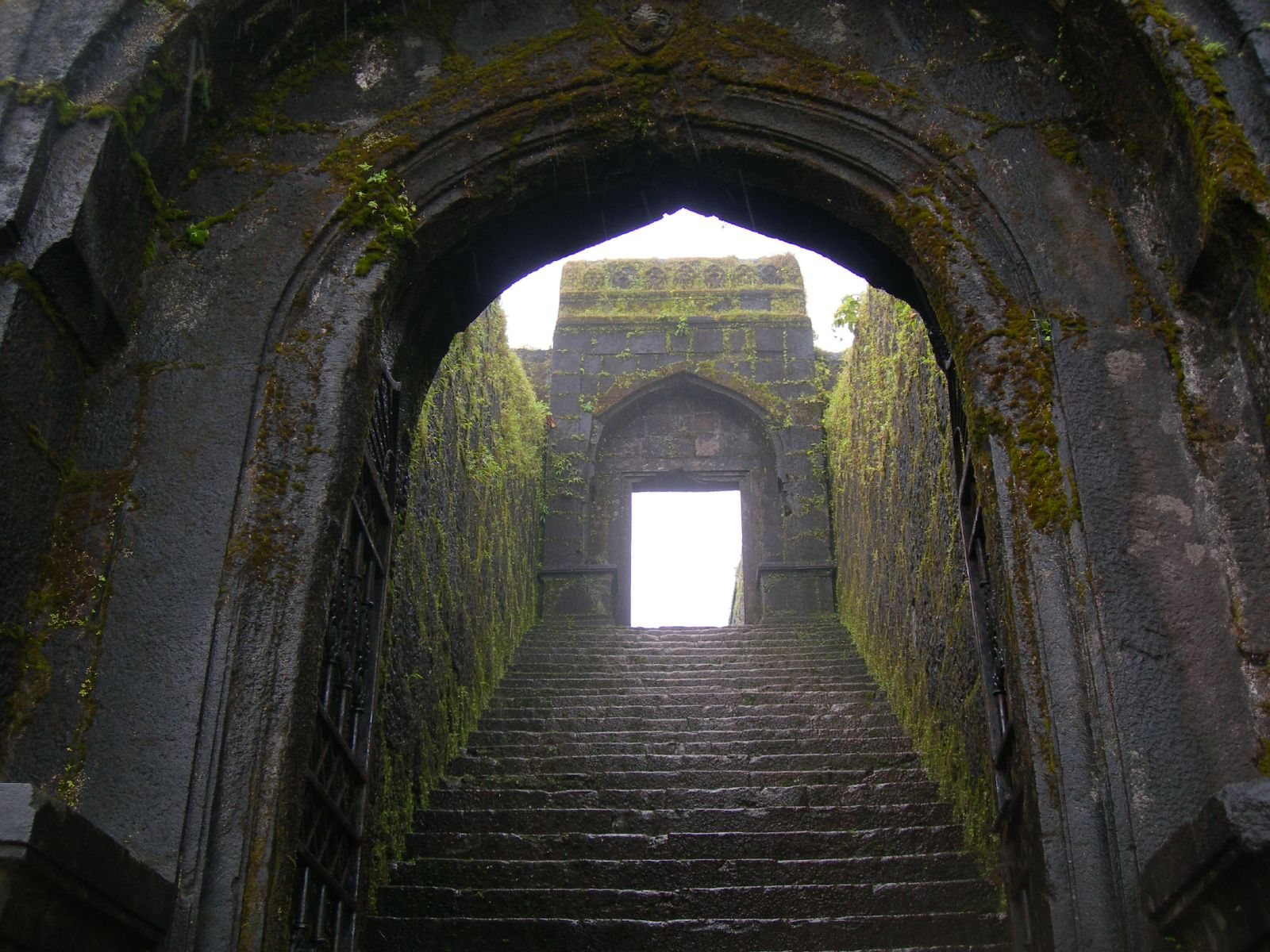
Palasttor
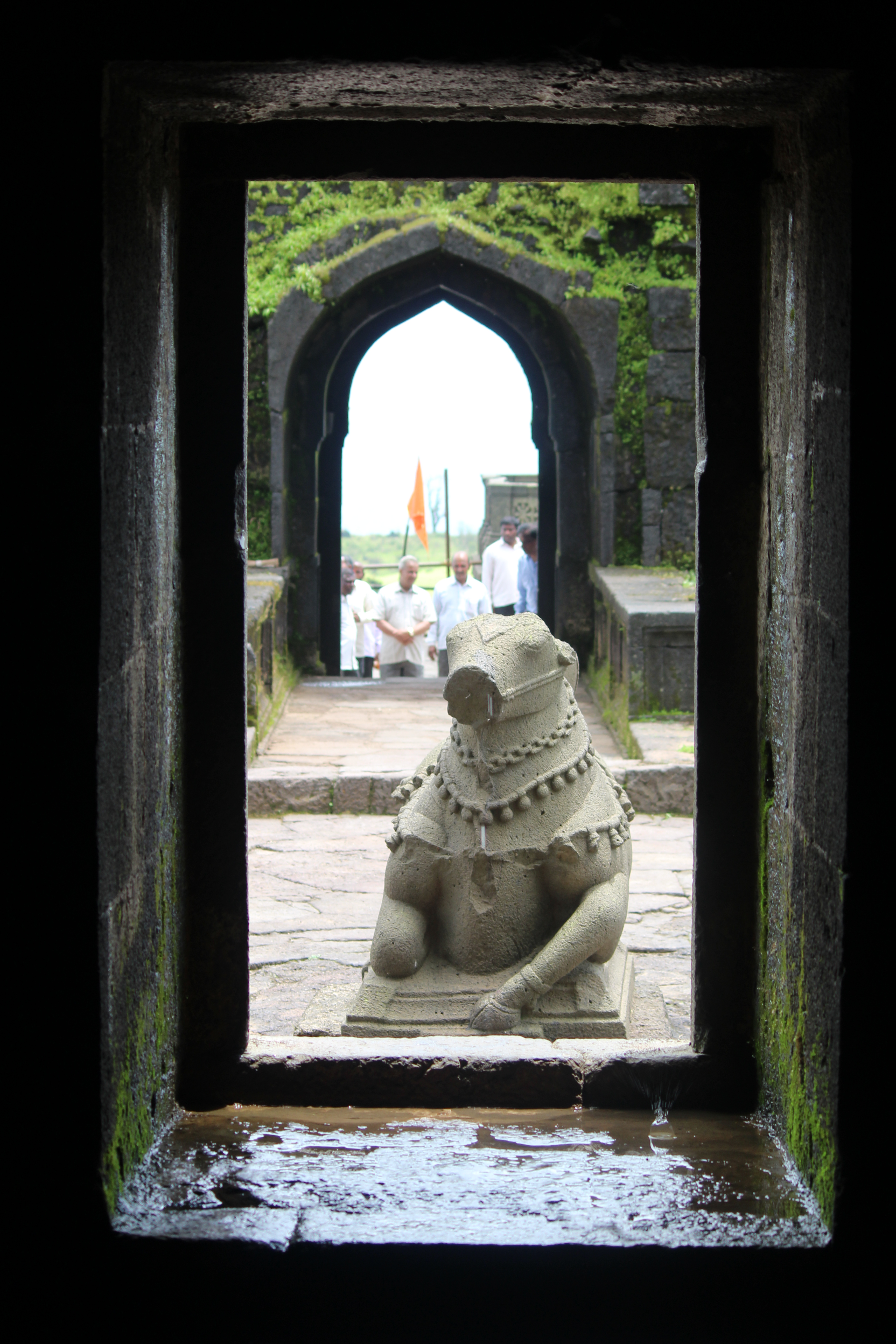
Shiva-Tempel
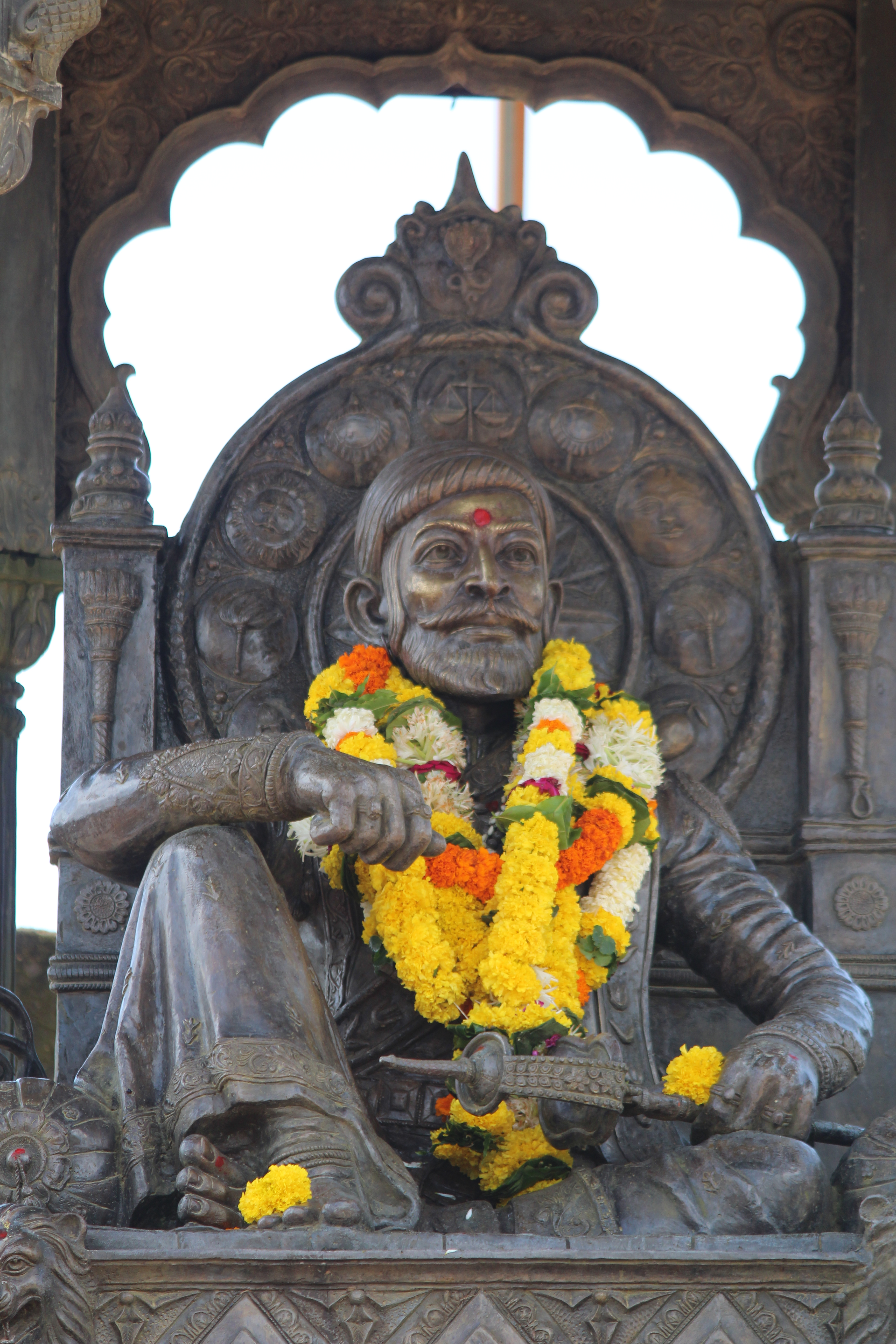
Shivaji-Statue
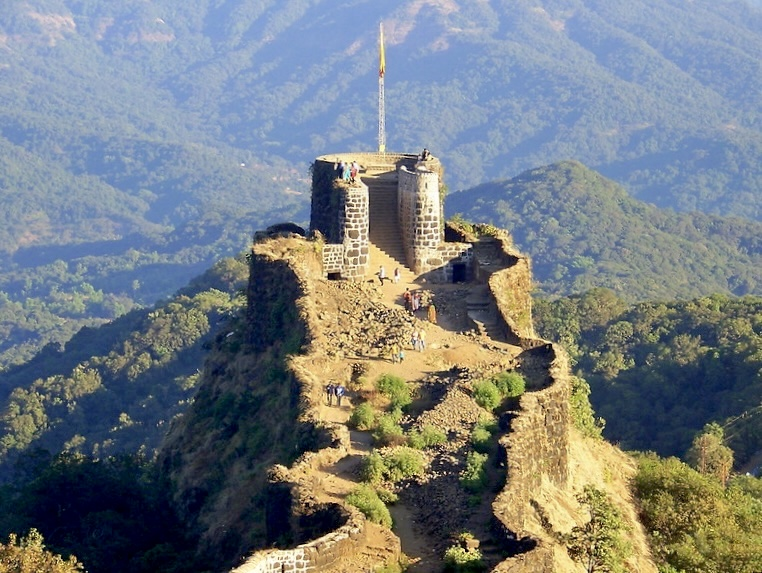
Aussichtsfelsen